# Pule (Pule)
Pule is een bestuurslaag in het regentschap Trenggalek van de provincie Oost-Java, Indonesië. Pule telt 10.312 inwoners (volkstelling 2010).